# Kaidma
Koordinaten: 59° 12′ N, 27° 31′ O
Kaidma ist ein Dorf (estnisch küla) in der Landgemeinde Alutaguse (bis 2017 Illuka). Es liegt im Kreis Ida-Viru (Ost-Wierland) im Nordosten Estlands.

## Beschreibung und Geschichte
Das Dorf hat 27 Einwohner (Stand 2011).
Kaidma wurde bereits im Liber Census Daniæ von 1231 erwähnt.